# Royal Excelsior Virton
Il Royal Excelsior Virton, meglio noto come Virton, è una società calcistica belga con sede nella città di Virton. Fondata nel 1922, ma attiva dal 1925, la squadra attualmente milita nella Division 1B, la seconda divisione del campionato belga.

## Storia
Nella stagione 2018-19, il Virton vince per la terza volta il campionato (stavolta a girone unico) della Division 1 Amateur, tornando nella seconda serie belga dopo tre anni di assenza. Tuttavia, la stagione successiva è condizionata da diverse problematiche, e in particolar modo dall'emergenza sanitaria relativa alla pandemia di COVID-19, che costringe a concludere in anticipo il campionato.
Ciò non rappresenta comunque il danno maggiore per la squadra, che a maggio del 2020 si vede revocare sia la licenza professionistica, sia quella semi-professionistica dalla federazione belga, dovendo così ripartire dalla Division 2 Amateur (la quarta serie nazionale) e risultando una delle tre squadre escluse dal campionato, assieme al Roeselare e al Lokeren.
Tuttavia, la società decide di fare ricorso contro la decisione, e l'11 maggio del 2021 la CBAS (corte d'appello sportiva nazionale) si esprime a favore del Virton, che dunque riconquista la licenza professionistica e viene ammesso nuovamente al campionato di Division 1B. Il completamento dell'iscrizione e il progetto della nuova gestione vengono annunciati a luglio dello stesso anno, così come i nomi del nuovo direttore sportivo (Tom Van den Abbeele) e del nuovo allenatore (l'ex calciatore e nazionale belga Christophe Grégoire). Con appena due giocatori nella rosa di partenza, la società contatta diverse società europee (fra cui le italiane Ascoli, Genoa, Parma e Torino), ponendosi come nuovo obiettivo primario lo sviluppo e la valorizzazione di giovani talenti. In agosto, invece, viene ufficializzato l'ingresso in società dell'ex calciatore statunitense (ma con cittadinanza belga) Oguchi Onyewu, in qualità di segretario generale.
Il 29 giugno 2023 il club viene acquistato dal calciatore francese N'Golo Kanté.

## Società

### Organigramma societario
Aggiornato al 31 agosto 2021.
- N'Golo Kanté - Presidente
- Alex Hayes - Direttore generale
- Davide Cottam - Consigliere amministrativo
- Daniel Gillard - Consigliere amministrativo
- Patrice Waltzing - Consigliere amministrativo e responsabile della gestione
- Marc Streibel - Consigliere amministrativo
- Oguchi Onyewu - Segretario generale e responsabile della gestione
- Tom Van den Abbeele - Direttore sportivo e responsabile della gestione
- Aurélien Resibois - Responsabile della gestione
- Christophe Grégoire - Allenatore
- Emmanuel Coquelet - Allenatore in seconda
- Frédéric Herinckx - Allenatore in seconda
- Guy Blaise - Allenatore delle giovanili

### Settore giovanile
Il settore giovanile del Virton comprende squadre dall'Under-9 alla squadra B (Under-21), e l'operato di tutto il suo personale dipende da un vero e proprio codice etico-morale, basato sui principi di rispetto, rigore e impegno.
Gode anche di buona fama a livello nazionale, avendo rappresentato il punto di partenza di alcune carriere professionistiche di successo, in primis quelle del terzino Thomas Meunier e dell'attaccante Renaud Emond (che è nato e cresciuto proprio a Virton). Anche Timothy Castagne ha fatto parte del settore giovanile dei valloni per diversi anni, nonostante abbia poi esordito fra i professionisti con la maglia del Genk.

## Palmarès

### Competizioni nazionali
- Derde klasse: 3 (2000-2001 (girone B), 2012-2013 (girone B), 2018-19 (girone unico))

## Organico

### Rosa 2023-2024
Aggiornata al 9 ottobre 2023.
| N. |                           | Ruolo | Calciatore                 |
| -- | ------------------------- | ----- | -------------------------- |
| 1  | Belgio (bandiera)         | P     | Geronimo De Ridder         |
| 2  | Belgio (bandiera)         | D     | Jonas Vinck                |
| 3  | Italia (bandiera)         | D     | Nicholas Rizzo             |
| 4  | Francia (bandiera)        | D     | Marc Olivier Doué          |
| 5  | Belgio (bandiera)         | D     | Thibaut Lesquoy (capitano) |
| 6  | Belgio (bandiera)         | C     | Keres Masangu              |
| 7  | Germania (bandiera)       | C     | Herdi Bukusu               |
| 8  | Belgio (bandiera)         | P     | Anthony Sadin              |
| 9  | Albania (bandiera)        | A     | Din Sula                   |
| 10 | Svizzera (bandiera)       | A     | Aimery Pinga               |
| 11 | Benin (bandiera)          | A     | Joris Ahlinvi              |
| 12 | Marocco (bandiera)        | D     | Amine Ghazoini             |
| 13 | Costa d'Avorio (bandiera) | A     | Thomas Touré               |
| 14 | Belgio (bandiera)         | C     | Valentin Guillaume         |
| 15 | Costa d'Avorio (bandiera) | D     | Alan Bidi                  |

| N. |                        | Ruolo | Calciatore       |
| -- | ---------------------- | ----- | ---------------- |
| 16 | Francia (bandiera)     | C     | Ibrahim Karamoko |
| 17 | Marocco (bandiera)     | C     | Ayyoub Allach    |
| 18 | Francia (bandiera)     | C     | Jad Mouaddib     |
| 20 | Italia (bandiera)      | A     | Paolo Napoletano |
| 21 | Belgio (bandiera)      | A     | Jamal Aabbou     |
| 22 | Mauritania (bandiera)  | A     | Souleymane Anne  |
| 23 | Lussemburgo (bandiera) | P     | Timothy Martin   |
| 24 | Francia (bandiera)     | C     | Shawn Hery       |
| 25 | Francia (bandiera)     | C     | Amine Zenadji    |
| 26 | Germania (bandiera)    | D     | Noah Awassi      |
| 27 | Comore (bandiera)      | C     | Aymeric Ahmed    |
| 28 | Francia (bandiera)     | D     | Ruben Droehnle   |
| 29 | Francia (bandiera)     | C     | Yanis Castagne   |
| 31 | Kosovo (bandiera)      | C     | Altin Kryeziu    |
| 32 | Belgio (bandiera)      | C     | Jeremie Sumbu    |